# Balbaridae
A Balbaridae az emlősök (Mammalia) osztályába, az erszényesek (Marsupialia) alosztályába és a Diprotodontia rendbe tartozó kihalt család. A késő oligocén korban jelentek meg, és a középső miocén során haltak ki. A mai Ausztrália területén éltek.